# KS Cracovia
Cracovia je poljski nogometni klub iz Krakova. Najstariji je nogometni klub u Poljskoj. 

## Uspjesi
Ekstraklasa
- prvak: 1921., 1930., 1932., 1937., 1948.

Poljski kup
- osvajač: 2019./20.

Poljski superkup
- osvajač: 2020.

## Vanjske poveznice
- Službena web-stranica
- Cracovia (90minut.pl)